# Hägsarve kärräng
Hägsarve kärräng este o arie protejată (arie specială de conservare — SAC, sit de importanță comunitară — SCI) din Suedia întinsă pe o suprafață de 2,9 ha, integral pe uscat.

## Localizare
Centrul sitului Hägsarve kärräng este situat la coordonatele 57°09′54″N 18°11′30″E / 57.1651°N 18.1916°E.

## Înființare
Situl Hägsarve kärräng a fost declarat sit de importanță comunitară în aprilie 2004 pentru a proteja un număr necunoscut de specii din flora spontană și fauna sălbatică aflate în arealul zonei. Situl a fost protejat și ca arie specială de conservare în martie 2011.

## Biodiversitate
Situată în ecoregiunea boreală, aria protejată conține 2 habitate naturale: Pășuni din zone de pădure fino-scandinave, Pajiști cu Molinia pe soluri calcaroase, turboase sau argilos-nămoloase (Molinion caeruleae).
La baza desemnării sitului se află un număr nedeclarat de specii protejate.